# Liste des désignations de peintures du RLM
Cet article présente la liste des désignations de peinture du RLM établie par le Reichsluftfahrtministerium. Il s'agit du système allemand de désignations des couleurs utilisées par la Luftwaffe durant la Seconde Guerre mondiale.

## Liste
- RLM - 01, SILBER (argent)
- RLM - 02, GRAU (gris)
- RLM - 04, GELB (jaune)
- RLM - 21, WEIß (blanc)
- RLM - 22,SCHWARZ (noir)
- RLM - 23, ROT (rouge)
- RLM - 24, DUNKELBLAU (bleu)
- RLM - 25, HELLGRÜN (vert)
- RLM - 26, BRAUN (Brun (couleur))
- RLM - 27, GELB (jaune)
- RLM - 28, WEINROT (Bordeaux)
- RLM - 61, DUNKELBRAUN (brun foncé)
- RLM - 62, GRÜN (vert)
- RLM - 63v.1, GRÜNGRAU (gris-vert)
- RLM - 63v.2, LICHTGRAU (gris clair)
- RLM - 65, HELLBLAU (bleu clair)
- RLM - 66, SCHWARZGRAU (gris-noir)
- RLM - 70, SCHWARZGRÜN (vert-noir)
- RLM - 71, DUNKELGRÜN(vert foncé)
- RLM - 72, GRÜN (vert)
- RLM - 73, GRÜN (vert)
- RLM - 74v.1, GRÜNGRAU (gris-vert)
- RLM - 74v.2, GRÜNGRAU (gris-vert)
- RLM - 75,  GRAUVIOLETT (gris-violet)
- RLM - 76,   LICHTBLAU (gris clair)
- RLM - 77,   HELLGRAU (gris clair)
- RLM - 78,   HELLBLAU (bleu)
- RLM - 79,   SANDGELB (jaune sable)
- RLM - 79,  SANDBRAUN (brun sable)
- RLM - 80,   OLIVGRÜN (vert olive)
- RLM - 81v.1,   BRAUNVIOLETT (brun-violet)
- RLM - 81v.2,   BRAUNVIOLETT (brun-violet)
- RLM - 81v.3,   BRAUNVIOLETT (brun-violet)
- RLM -82,   LICHTGRÜN (vert brillant)
- RLM -83,   DUNKELBLAU (bleu foncé)
- RLM -84v.1,  GRAUBLAU (bleu-vert)
- RLM -84v.2, GRAUBLAU (gris-vert)
- RLM -84v.3, GRAUBLAU (vert-bleu)